# Itame julia
Itame julia là một loài bướm đêm trong họ Geometridae.